# Шаматалюк, Евгений Викторович
Евге́ний Ви́кторович Шаматалю́к (укр. Євген Вікторович Шаматалюк, позывной — Шаман; 9 июня 1990, Тарасовка) — украинский военнослужащий, полковник, участник российско-украинской войны. Герой Украины (2022).

## Биография
Родился 9 июня 1990 года в селе Тарасовка Тульчинского района Винницкой области. Окончил Киевский военный лицей имени Ивана Богуна и Львовский институт сухопутных войск.
С марта 2014 года участвует в боевых действиях. Служил в 79-й отдельной аэромобильной бригаде в должности заместителя командира аэромобильно-десантной роты — инструктора по воздушно-десантной подготовке.
28 июля 2014 года в Луганской области получил первое ранение — колонна, в которой он был старшим, попала в засаду. Осколок попал в бедро, была проведена операция. После реабилитации вернулся в строй.
28 сентября 2014 года при заходе колонны сводного подразделения в Донецкий аэропорт противник из засады открыл огонь. Подразделение заняло круговую оборону и открыло ответный огонь. Во время отражения атаки Шаматалюк получил тяжёлое ранение с повреждением внутренних органов.
После операций и реабилитации в апреле 2015 года вновь вернулся в строй.
Участник отражения вторжения России на Украину с 2022 года. Принимал участие в боях в районе Каменки Харьковской области, где его подразделения выполняли задачи по недопущению прорыва врага в направлении Малая Комышуваха — Долина.
С 2024 года — командир 79-й отдельной десантно-штурмовой бригады.

## Награды
- Звание «Герой Украины» с вручением ордена «Золотая Звезда» (26 марта 2022) — за личное мужество и героизм, проявленные в защите государственного суверенитета и территориальной целостности Украины, верность военной присяге[4].
- Орден Богдана Хмельницкого III степени (27 ноября 2014) — за личное мужество и высокий профессионализм, проявленные в защите государственного суверенитета и территориальной целостности Украины, верность военной присяге[5].